# Куккуяновська сільська рада
Куккуя́новська сільська рада (рос. Куккуяновский сельский совет) — муніципальне утворення у складі Дюртюлинського району Башкортостану, Росія. Адміністративний центр — село Куккуяново.

## Населення
Населення — 1265 осіб (2019, 1586 у 2010, 1563 у 2002).

## Склад
До складу поселення входять такі населені пункти:
| Населений пункт      | Населення, осіб (2002) | Населення, осіб (2010) |
| -------------------- | ---------------------- | ---------------------- |
| Івачево, село        | 510                    | 541                    |
| Куккуяново, село     | 682                    | 708                    |
| Маньязибаш, присілок | 29                     | 30                     |
| Новий Урал, присілок | 37                     | 28                     |
| Урман-Асти, присілок | 305                    | 279                    |